# Ostermundigen
Ostermundigen est une commune suisse du canton de Berne, située dans l'arrondissement administratif de Berne-Mittelland dont elle est le chef-lieu.

## Géographie

### Situation

Photo aérienne (1967)

La commune fait partie de l'agglomération de Berne.
Elle se situe à l'est de celle-ci, à un peu moins de 4 km, dans la vallée de la Worble au pied de l'Ostermundigerberg, qui constitue son point culminant (732 mètres d'altitude). Le point le plus bas est à 549 mètres d’altitude.
Les carrières de molasse d'Ostermundigen ont fourni les pierres utilisées pour la plupart des édifices de la ville de Berne jusqu'au début du XXe s. Les pierres ont d'été extraites du Hättenberg (Steingrübli) jusque vers 1780, puis, à une échelle industrielle, de l'Ostermundigenberg.
Le territoire de Ostermundigen s'étend sur 5,94 km2. Lors du relevé de 2013-2018, les surfaces d'habitations et d'infrastructures représentaient 45,6 % de sa superficie, les surfaces agricoles 28,5 %, les surfaces boisées 26,0 % et les surfaces improductives 0,0 %.
Les communes limitrophes sont Berne, Ittigen, Bolligen, Stettlen et Muri bei Bern.

### Transports
- Ligne ferroviaire CFF Berne-Langnau-Lucerne
- Autoroute A6, Berne-Thoune, sorties 11 et 12

## Toponymie
La première mention du nom d'Ostermundigen apparaît en 1239, sur un document en rapport avec l'église de Muri. On trouve plus tard notamment une occurrence d'Ostermondigen dans un document de 1329. Le préfixe correspond au nom d'une personne en vieux haut allemand (Austarmund ou Ostremund), tandis que le suffixe -igen désigne un lieu.
Ostermundigen signifie donc le lieu où se trouvent les Ostermund.

## Histoire

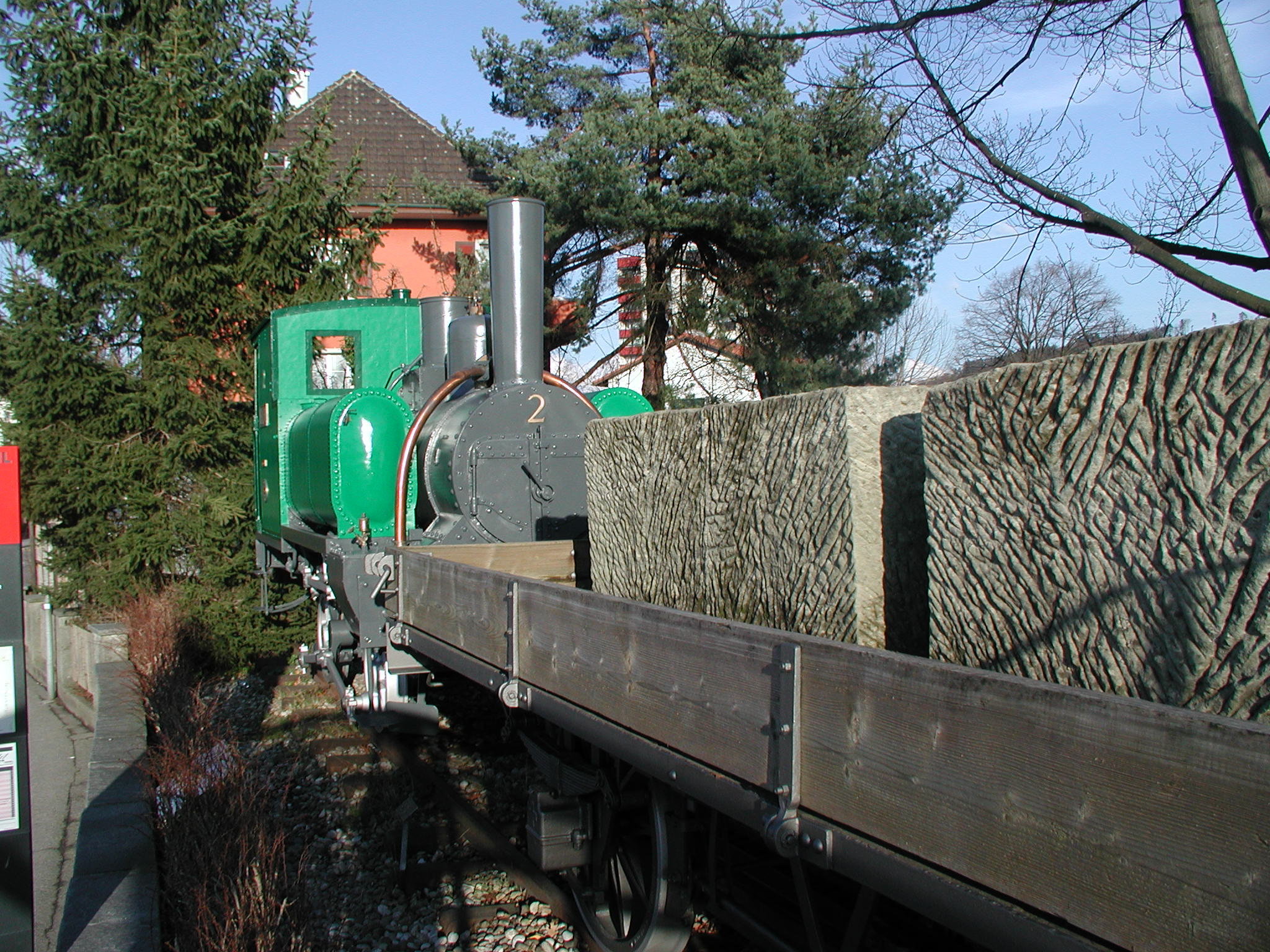
Locomotive et wagons chargés de molasse d'Ostermundigen, exposés à la station de bus Zollgasse

La commune d'Ostermundigen est devenue indépendante de celle de Bolligen en 1983, après notamment une votation populaire organisée en 1978. Jusque-là, elle formait un « quartier communal » (Viertelsgemeinde) de Bolligen : les finances, les impôts et les affaires scolaires générales incombaient à la commune et les autres domaines aux quartiers.
C'est à Ostermundigen que fut exploité le premier chemin de fer à crémaillère d'Europe à partir de 1870. Il servait à transporter les pierres extraites de la carrière de l'Ostermundigenberg, la plus grande de Suisse, jusqu'à la gare.

## Démographie
Ostermundigen compte 17 884 habitants au 31 décembre 2022 pour une densité de population de 3 011 hab/km2. Sur la période 2010-2019, sa population a augmenté de 15,1 % (canton : 6,1 % ; Suisse : 9,4 %).  
En 2018, la commune recensait 30 % d'étrangers.
En 2000, 82 % de la population indiquait l'allemand comme langue principale, 4,4 % l'italien et 2,4 % le français.
Le taux de chômage s'élevait en moyenne à 3,7 % sur l'année 2020 et 7,5 % des résidents bénéficiaient de l'aide sociale.

## Politique
Ostermundigen est gouverné par un Grand Conseil communal (Grosser Gemeinderat) de 40 membres (législatif) et un Conseil communal (Gemeinderat) de 7 membres (exécutif), dont le président est élu au système proportionnel.
Lors de l'élection de 2019 au Conseil national, l'UDC a obtenu 22 % des voix, le PS 21 %, les Verts 14,2 %, les Vert'libéraux 10,5 %, le PBD 9,3 %, le PLR 8,3 %, le PEV 5,3 %, le PDC 3,9 %, l'UDF (avec les DS) 1,6 % et le Parti pirate 1,4 %.
Le tableau ci-après montre la répartition des sièges au Grand Conseil communal depuis sa création en 1972.
| Parti          | 1972 | 1976 | 1980 | 1984 | 1988 | 1992 | 1996 | 2000 | 2004 | 2008 | 2012 | 2016 | 2020 |
| -------------- | ---- | ---- | ---- | ---- | ---- | ---- | ---- | ---- | ---- | ---- | ---- | ---- | ---- |
| PSS[1]         | 19   | 19   | 19   | 15   | 12   | 12   | 14   | 13   | 15   | 14   | 13   | 12   | 12   |
| UDC            | 5    | 6    | 5    | 6    | 9    | 6    | 6    | 9    | 9    | 10   | 11   | 11   | 9    |
| Vert'libéraux  |      |      |      |      |      |      |      |      |      |      | 3    | 5    | 6    |
| PLR            | 7    | 7    | 8    | 7    | 8    | 6    | 5    | 6    | 5    | 4    | 4    | 5    | 4    |
| PDC/PBD[2]     | 4    | 3    | 3    | 4    | 3    | 3    | 3    | 3    | 2    | 2    | 2    | 2    | 3    |
| PEV[3]         | 2    | 2    | 3    | 3    | 3    | 4    | 4    | 5    | 4    | 5    | 4    | 4    | 3    |
| Les Verts      |      |      |      |      |      |      |      |      |      |      |      |      | 2    |
| Parti pirate   |      |      |      |      |      |      |      |      |      |      |      |      | 1    |
| FORUM          |      |      |      |      |      |      |      | 2    | 3    | 5    | 3    | 1    |      |
| Adl            | 3    | 3    | 2    | 2    | 2    | 3    | 2    |      |      |      |      |      |      |
| DS             |      |      |      |      |      | 2    | 2    | 2    | 2    |      |      |      |      |
| POCH           |      |      |      | 2    | 2    |      |      |      |      |      |      |      |      |
| Automobilistes |      |      |      |      |      | 2    | 2    |      |      |      |      |      |      |
| PVB/AD         |      |      |      | 1    | 1    | 1    |      |      |      |      |      |      |      |
| Liste libre    |      |      |      |      |      | 1    | 2    |      |      |      |      |      |      |

1.  1992 : avec JS ; 2008 à 2016 : PS/Verts
2.  2016 : PEV/PDC
3.  jusqu'en 2012 : PDC ; 2016 : PBD ; 2020 : PBD/PDC

### Jumelage
Löhnberg (Allemagne), depuis 1979

## Économie
- Siège d'Intersport, l'un des leaders mondiaux de la distribution d'articles de sport
- Emmi, fabrication de produits laitiers
- Semadeni, matières plastiques
- La Poste exploite un centre de distribution à Ostermundigen depuis 2004.

## Patrimoine et culture

### Personnalités
- Ursula Andress (1936-), actrice
- Kim de l'Horizon (1992-), écrivain
- Michelle Hunziker, actrice et animatrice de télévision
- Michel Kratochvil, joueur de tennis
- Ernst Nobs, conseiller fédéral
- Kevin Fey, défenseur du HC Bienne

### Héraldique
| Armes d'Ostermundigen | Les armes de la commune d'Ostermundigen se blasonnent ainsi : De gueules, un couteau de tanneur d'argent aux manches d'or posé en bande, accosté de deux étoiles du dernier (trad.). |

Les armoiries datent de 1957 et sont inspirées de celles de la famille des Ostermundiger.